# Jacopo Petriccione
Jacopo Petriccione, né le 22 février 1995 à Gorizia en Italie, est un footballeur italien, qui évolue au poste de milieu central au FC Crotone.

## Biographie

### Débuts professionnels
Jacopo Petriccione est formé par l'ACF Fiorentina. Il ne joue cependant aucun match avec l'équipe première. En 2015-2016 il est prêté à l'US Pistoiese.
La saison suivante, en 2016-2017, il est à nouveau prêté, cette fois-ci au Ternana Calcio, qui lui permet de faire ses débuts en Serie B. Le transfert est annoncé le 15 juillet 2016.

### US Lecce
Le 3 août 2018, Jacopo Petriccione rejoint l'US Lecce, club de Serie B, avec qui il signe un contrat de trois ans. Il joue son premier match pour le club le 7 août 2018, lors d'un match de coupe d'Italie face à Feralpisalò. Son équipe s'impose sur le score de un but à zéro après prolongation lors de cette partie. Il devient rapidement un joueur majeur de l'équipe. Le 23 mars 2019 il inscrit son premier but pour le club, lors du large succès de son équipe face à l'Ascoli Calcio (7-0). Lors de cette saison 2018-2019 Lecce termine deuxième de Serie B et est ainsi promu à l'échelon supérieur.
À 24 ans Petriccionne découvre la Serie A lors de la saison 2019-2020. Il y joue son premier match lors de la première journée contre l'Inter Milan, le 26 août 2019. Son équipe s'incline sur le score de quatre buts à zéro ce jour-là.

### FC Crotone
Le 1er octobre 2020, Jacopo Petriccione rejoint le FC Crotone.

### Pordenone Calcio et Benevento Calcio
Le 19 août 2021, Jacopo Petriccione est prêté pour une saison avec option d'achat au Pordenone Calcio.
Lors du mercato hivernal 2022, son prêt au Pordenone Calcio est résilié et il rejoint le Benevento Calcio, sous forme de prêt également.

### Retour à Crotone
Après son prêt à Benevento, Jacopo Petriccionne retourne à Crotone, où il retrouve le club à l'échelon inférieur, puisqu'il a été relégué à l'issue de la saison 2021-2022. Malgré un intérêt du Cagliari Calcio où il aurait pu retrouver son entraîneur à Lecce, Fabio Liverani, Petriccione reste à Crotone.

### En équipe nationale
Jacopo Petriccione ne compte que trois sélections avec l'équipe d'Italie des moins de 19 ans, toutes en 2014. Il n'est appelé dans aucune autre catégories.